# Dipartimento di Santa Catalina
Santa Catalina è un dipartimento argentino, situato nella parte settentrionale della provincia di Jujuy, con capoluogo Santa Catalina.
Esso confina con la repubblica della Bolivia e con i dipartimenti di Yavi e Rinconada.
Secondo il censimento del 2010, su un territorio di 2.960 km², la popolazione ammontava a 2.800 abitanti, con una diminuzione demografica del 10,8% rispetto al censimento del 2001.
Il dipartimento comprende (dati del 2001) 3 commissioni municipali:
- Cienaguillas
- Cusi Cusi
- Santa Catalina